# نادي أونياو دا ماديرا
نادي أونياو لكرة القدم (بالبرتغالية: Clube de Futebol União) نادي كرة قدم برتغالي هبط إلى الدوري البرتغالي الدرجة الثانية في موسم 2015–2016 . تم تأسيس النادي عام 1913.

## روابط خارجية
- أونياو ماديرا
- CD Uniao Madeira